# Vassago

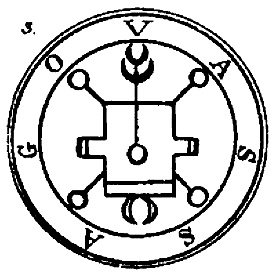
Selo de Vassago

Vassago é a terceira entidade de uma lista de 72 descritas pela primeira vez na Arte da Goécia, excerto de um grimório medieval conhecido como A Chave Menor de Salomão.
Vassago, segundo o excerto, é "um potentíssimo Príncipe,  semelhante a Agares. Possui natureza bondosa e é conjurado para declarar coisas que aconteceram ou e que estão por vir, e para descobrir todas as coisas escondidas ou perdidas caso seja apetecido." Vassago manda em vinte e seis legiões do exército demoníaco. Segundo o tratado demonológico chamado Pseudomonarchia demonum, também é um poderoso Príncipe do Inferno que manda em vinte e seis legiões de demônios.
Vassago é evocado pelos goetas e outros feiticeiros para operações divinatórias, pois supostamente possui o poder de presciência do futuro, de coisas ocultas e eventos ignotos do passado, e por ser um goécio "de natureza bondosa". A ligação de Vassago com a demonomancia (divinação por meio de demônios) é tão grande que, por vezes, Vassago é apelidado na feitiçaria de Príncipe das Profecias.

## Aparência
Curiosamente, Vassago é um dos poucos goécios que o Lemegeton fornece descrições vagas de como é sua aparência após conjurado e ordenado a se manifestar fisicamente para os goetas, resumindo-se apenas em descrevê-lo como "semelhante a Agares".
Existem, porém, descrições diferentes de relatos de goetas posteriores que tentaram e supostamente conseguiram evocá-lo com sucesso. Abaixo estão citações de alguns deles:
Uma rápida descrição de Vassago que li foi a de que ele parecia com "um ancião montado num crocodilo e com um milhafre no punho esquerdo. Possuía olhos ocos e enxergava apenas em outras dimensões, sendo cego nesta." Ainda noutra descrição, Vassago apareceu como "um dragão rubro como sangue, com mais de 30 pés de comprimento." A criatura observada por esse evocador caracterizava-a como tendo grandes asas vermelhas, quadrúpede, olhos verdes e presas brancas.